# نیلس فن در زوان
نیلس فن در زوان (انگلیسی: Niels van der Zwan؛ زادهٔ ۲۵ ژوئن ۱۹۶۷) قایقران روئینگ اهل هلند بود.
وی در مسابقات کشوری و بین‌المللی در مجموع برندهٔ ۱ مدال طلا شده‌است.